# Gębalówka
Gębalówka – wieś w Polsce, położona w województwie podlaskim, w powiecie suwalskim, w gminie Bakałarzewo.
W latach 1975–1998 wieś administracyjnie należała do województwa suwalskiego.

## Integralne części wsi
| SIMC    | Nazwa   | Rodzaj     |
| ------- | ------- | ---------- |
| 1012904 | Karolin | przysiółek |

## Historia
Wieś szlachecka położona była w końcu XVIII wieku w powiecie grodzieńskim województwa trockiego.
Gębalówka od zawsze należała do parafii bakałarzewskiej. Powstała w XVI stuleciu. Najwcześniejsza archiwalna wzmianka dotycząca tej miejscowości pochodzi z 4 XI 1607 roku.
Gębalówka to jedna z największych ówczesnych wsi na obszarze parafii Bakałarzewo. W latach 1610–1619 mieszkało tu od 143 do 156 osób. W latach 20. tego stulecia zmalało natomiast do 85-102 osób.
Około 1710 roku Gębalówka została zdziesiątkowana przez zarazę. Spowodowała ona śmierć tysiąca osób również z okolicznych wsi. Ludzie, którzy zmarli zostali pogrzebani na "majaku" (górze, która jest pozostałością po lodowcu). Dziś postawiony jest tam krzyż upamiętniający ofiary tej tragedii.
Na początku lat 20. XX wieku naliczono tu 16 budynków mieszkalnych, w których przebywały 103 osoby.
W okresie międzywojennym stacjonowała tu placówka Straży Celnej „Gębalówka”.
8 września 1939 wieś została spacyfikowana przez wojska niemieckie. Po II wojnie światowej w 1946 roku oszacowano, że miejscowość została zniszczona w 90 proc.